# Evangelische Kirche St. Peter und Paul (Neukirchen bei Sulzbach-Rosenberg)

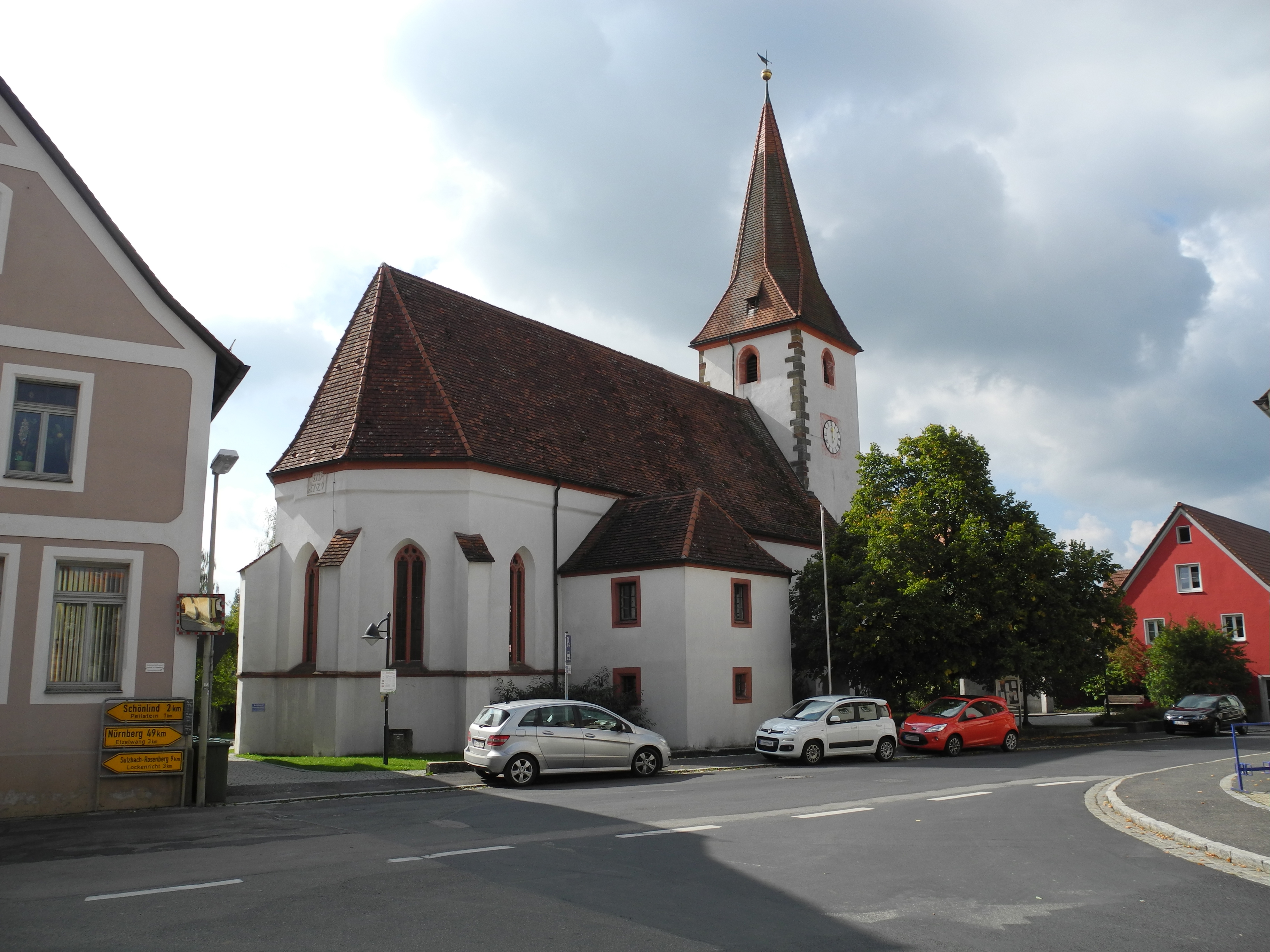
St. Peter und Paul (Neukirchen bei Sulzbach-Rosenberg)

Die denkmalgeschützte, evangelische Pfarrkirche St. Peter und Paul steht in Neukirchen bei Sulzbach-Rosenberg, einer Gemeinde im Landkreis Amberg-Sulzbach (Oberpfalz, Bayern). Das Bauwerk ist unter der Denkmalnummer D-3-71-141-4 als Baudenkmal in der Bayerischen Denkmalliste eingetragen. Die Kirchengemeinde gehört zum Dekanat Cham/Sulzbach-Rosenberg/Weiden im Kirchenkreis Regensburg der Evangelisch-Lutherischen Kirche in Bayern.

## Beschreibung
Die Saalkirche aus einem Langhaus und einem Kirchturm im Westen stammt im Kern aus dem 12. Jahrhundert. 1452 wurde im Osten ein eingezogener Chor mit 5/8-Schluss angebaut, der von Strebepfeilern gestützt wird, zwischen denen sich Maßwerkfenster befinden. In den Jahren 1715 bis 1721 wurde die Kirche barockisiert. Der Kirchturm wurde aufgestockt, um die Turmuhr und den Glockenstuhl für die drei Kirchenglocken unterzubringen, und mit einem achtseitigen Knickhelm bedeckt. Anstelle des ehemaligen Beinhauses wurde die jetzige Sakristei errichtet. 1790 wurden im Langhaus Emporen eingebaut, die 1934 durch die heutigen ersetzt wurden. Seit 1998 ziert ein Relief von Peter Kuschel mit der Darstellung von Peter und Paul die Südwand des Langhauses. Das Altarretabel ist eine Nachbildung einer Kreuzigungsgruppe von Peter Paul Rubens. Die Orgel wurde 1983 durch Deininger & Renner restauriert.